# Miami Sound Machine
Miami Sound Machine foi uma banda de Latin Music que contou com os vocais da cantora cubana Gloria Estefan. Fundada na década de 1970 por Emilio Estefan Jr., a banda era originalmente conhecida como Miami Latin Boys antes de se tornar a Miami Sound Machine em 1975, após a entrada de Gloria Estefan e Merci Navarro como vocalistas..
A banda teve vários álbuns e uma série de singles de sucesso até 1989. O álbum de 1985, Primitive Love, impulsionou o grupo mundialmente e o seguinte, Let It Loose, em 1987, colocou Gloria Estefan na vanguarda. Em 1989, o nome do grupo deixou de ser incluído nos produtos do CD ou do álbum - enquanto Gloria Estefan continuou como artista solo.

## Antecedentes
Em 1975, Gloria e sua prima Mercedes "Merci" Navarro (1957–2007) conheceram Emilio Estefan Jr. enquanto se apresentavam em um ensaio da igreja. Estefan, que formou a banda The Miami Latin Boys no início daquele ano, aprendeu sobre Gloria através de um conhecido mútuo.
Enquanto o Miami Latin Boys estava se apresentando em um casamento cubano no Hotel Dupont, Gloria e Merci (que eram convidados do casamento) apresentaram dois padrões cubanos de improviso. Eles impressionaram tanto os The Miami Latin Boys que foram convidados a se juntar à banda permanentemente; assim, o nome da banda foi alterado para The Miami Sound Machine. Gloria, que na época cursava a Universidade de Miami, só concordou em se apresentar nos finais de semana para que seus estudos não fossem interrompidos.

## A década de 1970

### O começo
A partir de 1977, The Miami Sound Machine começou a gravar e lançar suas produções na Audiofon Records em Miami, Flórida. A formação principal do grupo consistia em seis americanos nascidos em Cuba:
- Emilio Estefan Jr. (percussão e acordeão)
- Gloria Fajardo (vocais e percussão manual)
- Merci Navarro (vocais) e seu marido Raul Murciano (teclados)
- Enrique "Kiki" Garcia (bateria)
- Juan Marcos Ávila (baixo)

### Live Again/Renacer (álbum)
Em 1977, o primeiro álbum do Miami Sound Machine, Live Again/Renacer, foi lançado com duas capas diferentes. O grupo teve vários outros lançamentos no selo Audiofon, no selo RCA Victor e, posteriormente, no próprio selo do Miami Sound Machine, Miami Sound Machine Records. Em 1978, Glória casou-se com Emilio Estefan Jr. após dois anos de namoro. Em 1979, o Miami Sound Machine adicionou o guitarrista americano e nativo de Miami, Wesley B. Wright, e o cubano Fernando Garcia no trompete (não relacionado a "Kiki" Garcia).

### Miami Sound Machine (álbum)
No final de 1979, a banda assinou com a Discos CBS International. Miami Sound Machine, em seguida, lançou vários álbuns, 45s e singles de doze polegadas começando com o auto-intitulado Miami Sound Machine de 1980. A combinação de ritmos latinos tradicionais e grooves de R&B americanos (junto com os talentos de composição de Gloria Estefan, "Kiki" Garcia e Wesley B. Wright) estabeleceram um padrão musical cruzado para as próximas duas décadas.

## A década de 1980
Durante a década de 1980, com a popularidade de filmes e séries de televisão baseados em Miami, como Scarface, Invasion USA e Miami Vice, a cidade foi ganhando reputação como um destino emocionante e notório. South Beach e o restante do condado de Dade também atraíam a atenção. O quarterback da NFL Miami Dolphins, Dan Marino, estava quebrando recordes de futebol e aumentando a mística de Miami.

### Otra Vez (álbum)
Em 1980, o Miami Sound Machine adicionou uma seção de metais mais completa, composta principalmente pelos trompetistas Fernando Garcia e Victor "Papito" Lopez e pelo trombonista Louis Perez. A adição permanente de uma seção completa de metais acrescentou uma nova dimensão e se tornaria uma futura marca musical da Miami Sound Machine. MSM usando esta formação voou para San Juan, Porto Rico em 1981 para gravar seu segundo LP no selo CBS International. O álbum foi intitulado Otra Vez e foi gravado no Ochoa Studios em San Juan, Porto Rico. Este seria o último LP a apresentar o som inicial de duas vocalistas femininas (Gloria e sua prima Merci) cantando em harmonia e em uníssono.

### Rio (álbum)
No início de 1982, Roger Fisher foi adicionado como segundo tecladista, assim como o virtuoso gaitista Gustavo Lezcano. Merci e Raul deixaram a banda no final de 1982, pouco antes da gravação do terceiro LP da CBS International Rio. A dolorosamente tímida Gloria era agora a única vocalista principal no palco e no estúdio. Como resultado, ela começou a evoluir sistemática e estilisticamente em suas performances. Fisher preencheu as funções de piano de Raul. Ao mesmo tempo, Betty Cortés foi trazida como substituta para o segundo papel de tecladista de Fisher e para cantar backing vocals ao vivo e ocasionalmente no estúdio. Durante o mesmo período, Elena Stracuzzi foi trazida para cantar backing vocals para apresentações ao vivo. Em 1983, Leo Villar foi adicionado como segundo trompetista para substituir Fernando Garcia, que havia saído no ano anterior.

### Eyes of Innocence (álbum)
Quando o novo álbum foi lançando, a banda tinha uma nova formação, mas ainda focava principalmente nos membros fundadores:
- Gloria Estefan e Emílio Estefan
- Enrique "Kiki" Garcia
- Juan Marcos Ávila
- Wesley B. Wright

No início da década de 1980, o Miami Sound Machine já havia se estabelecido como um dos principais artistas musicais da América Latina, com forte presença tanto na mídia quanto no rádio. O próximo grande obstáculo foi vencido no início de 1984, quando um DJ holandês começou a tocar " Dr. Beat " em Amsterdã. As letras cativantes de Garcia, os vocais atrevidos de Gloria, a guitarra funky de Wright e a bateria de conga contagiante de Emilio conquistaram a Europa com a música chegando ao top 10 no Reino Unido e na maior parte da Europa Continental, finalmente fazendo com que as gravadoras no mercado dos EUA tomassem conhecimento de a forte proeza musical do grupo.
No final de 1984, o grupo lançou seu primeiro álbum Epic/Columbia, Eyes of Innocence, que continha o clássico de Garcia, lançado anteriormente, single e dance hit " Dr. Beat ", bem como a balada " I Need Your Love ".

### Primitive Love (álbum)
O álbum seguinte do Miami Sound Machine, Primitive Love, foi lançado em 1985. Enquanto a seção de metais foi apresentada em cortes proeminentes, o guitarrista Wesley B. Wright foi o único membro da seção rítmica central a realmente gravar no LP. Em todos os LPs anteriores, os membros da banda gravaram quase exclusivamente as faixas originais de estúdio. Em 1985, haveria mudanças de pessoal:
- O percussionista da sessão Phenom Rafael Padílla, que atuou em algumas faixas do LP, agora era um membro permanente.
- O nativo de Chicago Jim "Sport" Trompeter substituiu Betty Wright (nascida Cortés) nos segundos teclados.
- O saxofonista de jazz venezuelano Ed Callé se apresentou no LP e foi adicionado à seção de metais.

O LP de sucesso lançou três hits no top 10 da Billboard Hot 100: " Conga ", de Garcia, alcançou o 10º lugar na Billboard Hot 100; " Bad Boy " alcançou o 8º lugar e " Words Get in the Way " (escrito por Gloria Estefan) alcançando o 5º lugar no Hot 100 e o 1º na parada Hot Adult Contemporary Tracks dos EUA, estabelecendo que o grupo poderia tocar pop baladas com tanto sucesso quanto músicas de dança. No final de 1985, a seção de metais estava agora em fluxo, com o músico Dana Teboe preenchendo a posição do trombone no lugar do trombonista original, Louis Perez. No início de 1986, Victor "Papito" Lopez (visualmente conhecido por seu icônico bigode cubano preto) foi posteriormente substituído por Randy Barlow. No final de 1986, Teddy Mulet tornou-se o trombonista oficial da banda.

### Aparições e trilhas sonoras
Em 1985, o Miami Sound Machine apareceu no The Tonight Show com Johnny Carson, Solid Gold, American Bandstand, CBS Morning News, especiais da Walt Disney e frequentes na MTV. A banda se apresentou duas vezes na apresentação televisiva do Miss Universo Pageant (1984; 1986). A música "Hot Summer Nights" também foi lançada naquele ano e fez parte da trilha sonora do filme Top Gun. A música "Suavé" também foi gravada como parte da trilha sonora do filme Cobra, de Sylvester Stallone. Miami Sound Machine também fez uma aparição no ABC Sunday Night Movie Club Med.

## 1987 eGloria Estefan e Miami Sound Machine
Depois de uma grande turnê mundial de 1985 a 1986, os seguintes membros deixaram o grupo: o guitarrista Wesley B. Wright; o baixista fundador Juan Marcos Avila; e o tecladista Roger Fisher. Emilio assumiu o papel de produtor e deixou de se apresentar ao vivo.

### Let It Loose / Anything for You (álbum)
O Miami Sound Machine voltou ao estúdio no início de 1987, e o baixista Jorgé "George" Casas no baixo, o tecladista Clay Ostwald e o guitarrista John DeFaria se juntaram aos membros restantes. Com "Kiki" Garcia sendo o membro principal restante, Gloria Estefan recebeu o maior faturamento e o nome da banda foi alterado para Gloria Estefan e Miami Sound Machine para capitalizar o apelo de massa do vocalista.
No final de 1987, o Miami Sound Machine lançou Let It Loose, e foi multi-platina, com três milhões de cópias vendidas apenas nos EUA. Ele apresentou os sucessos " Anything for You " alcançando o número 1 na Billboard Hot 100, " 1-2-3 " chegando ao No. 3, " Betcha Say That " ao número 36, " Rhythm Is Gonna Get You " ao No.. 5, e " Can't Stay Away from You " para o nº 6. "Can't Stay Away from You", "Anything for You" e "1-2-3" também foram os singles mais bem colocados nos hits do Adult Contemporary.
Mais uma turnê mundial começou e o grupo viajou pela primeira vez para a Europa, América do Sul e uma turnê ainda mais extensa nos Estados Unidos, culminando em um final com shows massivos e esgotados em sua cidade natal de Miami, Flórida, que foi gravado e mais tarde vendido em VHS. Em 1988, o membro fundador "Kiki" Garcia saiu. Sem outros membros principais restantes além da própria Gloria, o apelido de "Miami Sound Machine" deveria ser usado a partir daquele momento apenas para shows e apresentações ao vivo.
Em 1988, após o sucesso mundial do single " Anything for You ", seu álbum Let it Loose foi reembalado no exterior como Anything for You. Tornou-se o primeiro álbum número 1 da banda no Reino Unido, vendendo mais de um milhão de cópias. Foi o álbum mais vendido do ano na Holanda, permanecendo no número 1 por 22 semanas. O álbum também foi premiado na Austrália e no Canadá, lançando Gloria Estefan ao status de superstar.

## A saída de Gloria Estefan e os desdobramentos da banda

### 1988–presente
No final de 1988, nenhum dos membros originários do grupo que já foi Miami Sound Machine estava se apresentando com Estefan. Uma nova seção rítmica foi implantada e a seção de metais foi expandida.
Embora tenha havido mudanças de pessoal, três membros (Jorge Casas, Clay Ostwald e Teddy Mulet) se apresentam com Estefan desde 1986. A seção rítmica atual está em vigor desde 1992 (com a adição subsequente do baterista Olbin Burgos e do percussionista Edwin Bonilla). Sete membros da linhagem Miami Sound Machine apareceram na encenação de Nova York do show da Broadway On Your Feet!: Jorge Casas, Clay Ostwald, Teddy Mulet, Olbin Burgos, Edwin Bonilla, Tom Timko e David Fernandez.

### Tentativa de renovação
Em 2002, foi feita uma tentativa de criar um shoot-off "Miami Sound Machine" com um novo álbum homônimo (produzido por Emilio Estefan) e uma formação completamente diferente composta por Lorena Pinot, Sohanny Gross e Carla Ramirez.
Sem os vocais característicos de Gloria Estefan ou qualquer conexão real com os músicos preexistentes do Miami Sound Machine, no entanto, o novo projeto só foi recebido com sucesso moderado em alguns países europeus selecionados e não conseguiu traçar significativamente nos Estados Unidos.

## Membros
Miami Sound Machine (1977–1986)
- Gloria Estefan (1977-1988) - vocais, percussão manual e compositor
- Emilio Estefan Jr. (1975–1986) – percussão e acordeão
- Enrique "Kiki" Garcia (1975-1988) - bateria e compositor
- Juan Ávila (1977–1986) – baixo
- Frank Mercado (1986-1991) - baixo e vocais de fundo
- Wesley B. Wright (1979–1986) – guitarra e compositor
- Mercí (Navarro) Murciano (1977-1982) - Murciano morreu em 8 de fevereiro de 2007
- Raul Murciano (1976–1982) – piano e teclados
- Luis Serrano (1975–1977) – baixo
- Fernando Garcia (1979-1981)
- Mike Scaglione (1988-presente) - saxofone
- Louis Pérez (1980-1985) - trombone
- Victor Lopez (1980-1986) - trompete
- Roger Fisher (1982–1986) – piano e teclados
- Gustavo Lézcano (1982–1984) – gaita – Lézcano, nascido em Havana, morreu em 28 de maio de 2014[27]
- Betty (Cortés) Wright (1982–1985) – sintetizador e vocais de fundo
- Elena Stracuzzi (1982–1983) – vocais de fundo
- Leo Víllar (1983) – trompete
- Jim "Sport" trompetista (1985-1988)
- Rafael Pedilla (1985–1988) – percussão
- Ed Callé (1985–1987) – saxofone
- Dana Teboe (1985–1986) – trombone
- Randy Barlow (1985–2010) – trompete
- Teddy Mullet (1986-presente) - trombone
- Jon Secada (1986-1992) - vocais de apoio

Gloria Estefan e Miami Sound Machine  (1987–1988)
- Jorge "George" Casas (1987–2019) – Casas faleceu em 31 de janeiro de 2019 – baixo
- Clay Ostwald (1987–presente) – teclados
- John Defaria (1987–1988) – guitarra

Miami Sound Machine II (2002)
- Lorena Pinot – vocais
- Sohanny Gross – vocais
- Carla Ramírez – vocais

## Discografia

### Álbuns
- 1977: Live Again/Renacer
- 1978: Miami Sound Machine
- 1979: Imported
- 1980: Miami Sound Machine
- 1981: Otra Vez
- 1982: Rio
- 1984: A Toda Maquina
- 1984: Eyes of Innocence
- 1985: Primitive Love
- 1987: Let It Loose (Gloria Estefan and Miami Sound Machine)
- 1989: Cuts Both Ways (Estefan's debut solo album)
- 2002: Miami Sound Machine: Miami Sound Machine (without Estefan or any original members)

### Singles
- 1984: "Dr. Beat"
- 1984: "Prisoner of Love"
- 1984: "I Need a Man"
- 1985: "Conga"
- 1986: "Bad Boy"
- 1986: "Words Get in the Way"
- 1986: "Falling in Love (Uh-Oh)"
- 1987: "Rhythm Is Gonna Get You"
- 1987: "Betcha Say That"
- 1988: "Can't Stay Away from You"
- 1988: "1-2-3"
- 1988: "Anything for You"
- 1989: "Don't Wanna Lose You"
- 1989: "Get on Your Feet"
- 1989: "Here We Are"
- 1989: "Oye Mi Canto"